# Andrei P. Silard
Andrei P. Silard (n. 30 aprilie 1944, Timișoara – d. 30 iunie 1993, București) a fost un inginer român, membru corespondent (1993) al Academiei Române.
Și-a obținut diploma de inginer la Facultatea de Electronică, Institutul de Energetică din Moscova în 1967 și a obținut gradul de Doctor în 1976 la Institutul Politehnic din București. După un stadiu de cercetător (1967 - 1974) la Institutul de Cercetări Electronice din București, a trecut prin toată ierarhia didactică de la asistent suplinitor (1 februarie 1974) la profesor plin (1 martie 1992) la Catedra de Dispozitive, Circuite și Aparate Electronice la Facultatea de Electronică, Institutul Politehnic din București.
Activitatea sa științifică a fost în principal orientată către următoarele domenii:
Dispozitive Electronice, Fizica Semiconductorilor, Aparate și Circuite Electronice, Optoelectronică.
În domeniul Dispozitivelor Electronice, Prof. Silard a proiectat și realizat la întreprinderile românești de profil (IPRS - Băneasa, Microelectronica) peste 20 de Dispozitive Electronice noi, în special Dispozitive de Putere. Pot fi menționate: Tiristoare cu Blocare pe Poartă (GTO) de Medie și Mare Putere, cu două nivele de interdigitare (TIL) - priorități mondiale, Tranzistoare de Putere Bipolare cu două nivele de interdigitare, Tranzistoare de Putere Bipolare Rapide, Optotiristoare, Senzori Optici pe Siliciu Monocristalin cu Răspuns Spectral Controlat, Celule Solare de mare eficiență, realizate prin diferite procese tehnologice: difuzie, implantare ionică.
Principalele sale contribuții șiințifice originale sunt pe scurt: formularea unitară a teoriei străpungerii dispozitivelor semiconductoare de putere și verificarea sa experimentală, introducerea conceptului de interdigitare, clasificarea teoretică a particularităților câmpurilor electrice interne în joncțiuni semiconductoare VLSI, introducerea de soluții originale la proiectarea și realizarea celulelor solare de mare eficiență, elaborarea de noi metode pentru controlul răspunsului spectral al senzorilor optici, investigarea electrotermică a dispozitivelor și circuitelor integrate analogice de putere.
Pentru activitatea sa științifică, Prof. Silard a primit Premiul "Traian Vuia" al Academiei Române (1981) "pentru contribuții la investigarea electrotermică a dispozitivelor semiconductoare de putere", iar în 1993 a fost ales Membru Corespondent al Academiei Române. În 1990 a fost ales Fellow IEEE (Membru—1975, Membru Senior—1982), "pentru contribuții la dezvoltarea dispozitivelor de putere și fotonice pe siliciu".
Activitatea didactică a Prof. Silard a fost strâns legată de cea științifică. În afară de cursurile tradiționale pe care le-a predat (Aparate Electronice de Măsură și Control, Dispozitive și Circuite Electronice), Prof. Silard a introdus 3 noi discipline: "Dispozitive Semiconductoare de Putere", "Dispozitive Optoelectronice de Putere" (la Facultatea de Electronică) și "Dispozitive Optoelectronice și de Putere" (la Facultatea de Electrotehnică); aceste cursuri au fost bazate în mare măsură pe rezultatele sale originale.
Între 1974—1992 Prof. Silard a condus un mare număr de Lucrări de Diplomă în inginerie; din 1990 a condus Teze de Doctorat în specialitățile: Dispozitive și Circuite Electronice și Optoelectronică. Prin activitatea sa, Prof. Silard poate fi considerat ca un Fondator de Școală Românească în domeniile Dispozitivelor de Putere și Optoelectronicii, o școală cu rezultate binecunoscute în Lumea Științifică Internațională.
Prof. Silard a avut o foarte solidă educație umanistă, o cultură vastă. A absolvit în 1976 Facultatea de Istorie a Universității București și a publicat peste 20 de lucrări în domeniile istoriei, filozofiei istoriei, despre relațiile complexe dintre științele pozitive și societate și a predat la Departamentul de Engleză al Științelor Inginerești, Secția Electrică a Institutului Politehnic București un curs de "Filozofia Istoriei" și un curs de "Istorie Contemporană".
Rezultatele activității sale de cercetare sunt validate de:
— 67 articole științifice publicate ca autor sau co-autor în reviste internaționale prestigioase cum sunt: IEEE Transactions on Electron Devices, IEEE Electron Device Letters, Solid State Electronics, Japanese Journal of Applied Physics, International Journal of Electronics, Electronics Letters, Sensors and Actuators, Solar Cells, Solar Energy Materials, Electron Device News; la multe dintre acestea a fost (din 1984) consultant permanent.
— 38 comunicări științifice la conferințe internaționale (SUA, Japonia, Canada, Germania, UK).
— peste 50 lucrări științifice publicate în reviste românești; majoritatea în Revue Roumanie 
des Sciences Techniques, Serie Electro-technique et Energetique, unde Prof. Silard a fost membru al Colectivului Științific din 1992.
— peste 50 comunicări științifice prezentate la conferințe românești.
— 6 brevete.
— 11 lucrări științifice invitate la conferințe internaționale (India, Brazilia etc.).
— 4 expuneri științifice invitate la universități din SUA, Canada, Polonia etc.
— 4 cărți care sintetizează opera sa științifică.